# Primera División (Uruguay) 1993
Die Saison 1993 der Primera División war die 90. Spielzeit (die 62. der professionellen Ära) der höchsten uruguayischen Spielklasse im Fußball der Männer, der Primera División.
Die Primera División bestand in der Meisterschaftssaison des Jahres 1993 aus 13 Vereinen, deren Mannschaften in insgesamt 156 von Anfang April bis in den Dezember jenes Jahres ausgetragenen Meisterschaftsspielen jeweils zweimal aufeinandertrafen. Es fielen 328 Tore. Die Meisterschaft gewann der Club Atlético Peñarol als Tabellenerster vor Defensor Sporting und dem Danubio FC als Zweitem und Drittem der Saisonabschlusstabelle. Huracán Buceo und Racing Club de Montevideo und mussten in die Segunda División absteigen. Racing spielte in diesem Zusammenhang zwei Relegationspartien gegen den Zweitligisten Central Español. Die Mannschaft des letztgenannten Klubs setzte sich dabei mit einem 3:0-Sieg im zweiten Spiel durch, nachdem die erste Partie 0:0-Unentschieden geendet hatte. Nacional Montevideo und Defensor Sporting qualifizierten sich für die Copa Libertadores 1994.
Torschützenkönig wurde mit 12 Treffern Wilmar Cabrera vom Absteiger Huracán Buceo.

## Jahrestabelle
| Pl. | Verein                    | Sp. | S  | U  | N  | Tore    | Diff. | Punkte |
| --- | ------------------------- | --- | -- | -- | -- | ------- | ----- | ------ |
| 1.  | Club Atlético Peñarol     | 24  | 16 | 4  | 4  | 050:190 | +31   | 36     |
| 2.  | Defensor Sporting         | 24  | 13 | 8  | 3  | 027:140 | +13   | 34     |
| 3.  | Danubio FC                | 24  | 13 | 6  | 5  | 029:180 | +11   | 32     |
| 4.  | Nacional Montevideo (M)   | 24  | 11 | 7  | 6  | 038:280 | +10   | 29     |
| 5.  | Club Atlético Progreso    | 24  | 6  | 13 | 5  | 024:230 | +1    | 25     |
| 6.  | CA Cerro                  | 24  | 8  | 8  | 8  | 024:250 | −1    | 24     |
| 7.  | Montevideo Wanderers      | 24  | 7  | 8  | 9  | 023:250 | −2    | 22     |
| 8.  | Rampla Juniors (N)        | 24  | 5  | 11 | 8  | 017:240 | −7    | 21     |
| 9.  | Liverpool FC              | 24  | 6  | 8  | 10 | 016:240 | −8    | 20     |
| 10. | River Plate Montevideo    | 24  | 6  | 8  | 10 | 020:320 | −12   | 20     |
| 11. | Bella Vista               | 24  | 6  | 6  | 12 | 019:260 | −7    | 18     |
| 12. | Huracán Buceo (N)         | 24  | 5  | 8  | 11 | 031:430 | −12   | 18     |
| 13. | Racing Club de Montevideo | 24  | 3  | 7  | 14 | 010:270 | −17   | 13     |

| (M) | Meister der vorangegangenen Saison  |
| (N) | Aufsteiger aus der Segunda División |